# Mulseryd
Mulseryd är kyrkbyn i Mulseryds socken i Jönköpings kommun, Jönköpings län. Orten ligger nära Ryd väster om Jönköping. Från 2015 avgränsar SCB här en småort.
I Mulseryd finns Mulseryds kyrka och bebyggelsen består av småhus och sommarstugor. 